# Distretto di Akçadağ
Il distretto di Akçadağ (in turco Akçadağ ilçesi) è uno dei distretti della provincia di Malatya, in Turchia.